# Borebi (kommun)
Borebi är en kommun i Brasilien.   Den ligger i delstaten São Paulo, i den södra delen av landet, 800 km söder om huvudstaden Brasília. Antalet invånare är 2 295.
I omgivningarna runt Borebi växer i huvudsak städsegrön lövskog. Runt Borebi är det ganska tätbefolkat, med 86 invånare per kvadratkilometer.